# Stadio internazionale di Amman
Lo Stadio internazionale di Amman (in arabo ستاد عمان الدولي‎?) è un impianto sportivo di Amman, in Giordania. Inaugurato nel 1968, ha una capienza di 17 619 posti.
Appartiene al governo della Giordania e ospita stabilmente le partite casalinghe dell'Al-Faisaly, oltre a fungere da stadio di casa per varie altre squadre giordane in via temporanea.
Ha ospitato la Coppa araba nel 1988, la Coppa delle Coppe araba nel 1996, i Giochi panarabi nel 1999, i campionati arabi di atletica leggera nel 2003 e nel 2007, il campionato femminile di calcio dell'Asia occidentale nel 2005 e nel 2007, la Champions League araba nel 2006-2007, la fase finale della Coppa dell'AFC nel 2007, il campionato di calcio dell'Asia occidentale nel 2010 e il campionato mondiale femminile Under 17 di calcio nel 2016.